# سمرفرد بوثس (تشيشير)
سمرفرد بوثس (بالإنجليزية: Somerford Booths)‏ هي قرية و أبرشية مدنية تقع في المملكة المتحدة في تشيشير إيست.  يقدر عدد سكانها بـ 175 نسمة .